# Olwisheim
Olwisheim ist eine französische Gemeinde mit 496 Einwohnern (Stand 1. Januar 2021) im Département Bas-Rhin in der Europäischen Gebietskörperschaft Elsass und in der Region Grand Est. Am 1. Januar 2015 wechselte die Gemeinde vom Arrondissement Strasbourg-Campagne zum Arrondissement Haguenau-Wissembourg.

## Geschichte und Bevölkerungsentwicklung
Im Jahr 736 erhielt das Kloster Weißenburg seine erste Schenkung hier, der bis 850 viele weitere folgten (Trad.Wiz. 035ff.). Seit 1178 sind Messen in der Kirche Saint-Pierre bekannt, 1572 wurde die Reformation hier eingeführt, und seit 1717 ist Saint-Pierre eine Simultankirche (geneawiki). Von 1871 bis 1918 gehörte auch Olwisheim zum Deutschen Kaiserreich.
| 1962 | 1968 | 1975 | 1982 | 1990 | 1999 | 2006 | 2013 |
| ---- | ---- | ---- | ---- | ---- | ---- | ---- | ---- |
| 312  | 315  | 313  | 307  | 346  | 477  | 486  | 494  |